# Mugu Karnali
Die Mugu Karnali bildet den linken Quellfluss der Karnali in Nepal. 
Sie entsteht an der Südflanke eines Himalaya-Bergkamms an der Grenze zu Tibet im Nordosten des Distrikts Mugu. Der Fluss strömt anfangs in südlicher, später in südwestlicher Richtung durch das Gebirge. Nach etwa 30 km trifft der Chhapa Khola von Osten kommend auf den Fluss. Nach weiteren 15 km mündet der Langu Khola, der wichtigste Nebenfluss, linksseitig in die Mugu Karnali. Der Langu Khola entwässert das Obere Dolpo im Norden des Dolpa-Distrikts.
Die Mugu Karnali wendet sich nun auf ihrer restlichen Fließstrecke von etwa 70 km nach Westen. Sie passiert den Ort Pulu. Das Distriktverwaltungszentrum von Mugu liegt auf einer Anhöhe südlich des Flusstals. Der Rarasee liegt ebenfalls südlich des Flusslaufs. Die Mugu Karnali vereinigt sich schließlich mit der von Norden kommenden Humla Karnali zur Karnali. Die Mugu Karnali hat eine Länge von etwa 110 km.